# Paul Leonard
Paul Leonard (6 mei 1945) is een golfprofessional uit Noord-Ierland. Hij speelde tot 2008 op de Europese Senior Tour en is clubprofessional van de Dunmurry Golf Club in Belfast.
Leonard werd in 1962 professional en heeft vanaf het ontstaan ervan op de Europese PGA Tour gespeeld.
In 1975 speelde hij mee aan het Brits Open op Carnoustie en eindigde op de 12de plaats met een score van -2 (70-69-73-74).
Van 1995-2008 speelde Leonard op de Europese Senior Tour en daar behaalde hij twee overwinningen. In 1998 won hij het Dutch Senior Open op de Efteling en vijf jaar later won hij de European Masters op Woburn.

## Gewonnen
Nationaal
- Ulster Professional Match Play Championship: 2x

Senior Tour
- 1998: Dutch Senior Open
- 2003:  Bovis Lend Lease European Senior Masters